# Lac Deseado
Ne doit pas être confondu avec Lagune Deseada.
Pour les articles homonymes, voir Deseado.
Le lac Deseado, en Argentine, est un lac d'origine glaciaire situé en Terre de Feu, en Patagonie. Il est partagé avec l'Argentine et le Chili. Il est situé sur la Grande île de la Terre de Feu, la plus grande de l'archipel fuégien, à l'extrême sud de l'Amérique du Sud.

## Description
Le lac Deseado est une masse d'eau lentique située au centre de la Grande île de la Terre de Feu. Il est situé au nord de la chaîne de montagnes Inju-Gooiyin ou Beauvoir, qui sépare son bassin de celui du lac Fagnano au sud, et est également divisé par la frontière internationale. La majeure partie de la zone frontalière se trouve du côté ouest (chilien) et correspond à la commune de Timaukel, dans la province de Terre de Feu (Chili), dans la région de Magallanes et de l'Antarctique chilien. Une petite partie de son secteur oriental est incluse dans le territoire argentin, appartenant au département de Tolhuin au sein de la province de Terre de Feu (Argentine).
À partir de la marge la plus orientale (Argentine), se développe une péninsule qui crée un golfe fermé au nord et un golfe plus ouvert au sud.

## Géologie et hydrologie
Sa formation trouve son origine dans l'une des trois branches principales du système de failles de l'Isla Grande, précisément appelée « zones de failles du Lago Deseado », qui s'étend sur 100 km de long.
Le lac Deseado fait partie du bassin du rio Grande, le plus grand et le plus abondant de tout l'archipel fuégien, qu'il rejoint par son effluent, le río de la Turba o Menéndez. Ce dernier sort du lac par sa rive nord-est (en territoire chilien), traverse immédiatement la frontière et entre en Argentine. Un affluent important se jette dans la rive argentine du lac : la rivière Valdés.
L'altitude de ce lac est de 167 m, et sa superficie est de 12 km2. Sa longueur sur l'axe ouest-est est de 10,5 km, dont seuls les 500 derniers mètres appartiennent à la souveraineté argentine. Les côtes septentrionales sont basses ; les côtes méridionales, en revanche, sont très montagneuses et leurs pentes tombent à pic dans l'eau.
Sa largeur varie d'un minimum de 770 m dans sa partie centrale à 1 700 m dans son secteur oriental.

## Population, économie et écologie

### Frontière
La péninsule et les deux golfes sont coupés par la frontière internationale.
La section de la frontière qui coupe le lac en deux est celle qui est segmentée par les piliers XX (au nord) et XXI (au sud). La borne I-XX-A, une pyramide en fer de 2,70 m à base triangulaire, a été placée sur la petite péninsule intérieure du lac le 29 février 2000. Le même jour, la borne I-XX-B, une pyramide en fer de 2,75 m à base triangulaire, a été placée à l'endroit où la frontière traverse la rive sud du miroir lacustre.

### Accès
On y accède depuis le Chili, par la route Y-85, en traversant le territoire de la réserve naturelle de Karukinka, puis en atteignant la rive occidentale du lac Deseado. La route longe ensuite la rive sud du lac sur 4,6 km. Sur ce tronçon se trouve le seul lieu habité du lac, le « Lodge Deseado ». Cette route n'a été ouverte qu'en 2005.